# Саборна црква у Мостару
Саборна црква Свете Тројице у Мостару је саборни храм епархије захумско-херцеговачке Српске православне цркве. Била је највећа црква на Балкану до краја 19. вијека. Уништена је током рата у Босни и Херцеговини, али је обновљена 2010.

## Историја
Саграђена је 1873. године и представљала је један од симбола града Мостара. Налази се на локацији Бранковац. Велелепна, монументална и живописна црква посвећена Светој ,Тројици била је један од највиших и најлепших православних храмова на Балкану. Храм је потпуно срушен у рату 1992. године. Храм је 15. јуна 1992. гранатиран а онда запаљен, а недуго потом и миниран.
Саборни храм Свете Тројице грађен је у периоду од 1863. до 1873. године. Новац за градњу дао је српски живаљ Мостара и околине. Велики прилог послао је султан Абдул Азиз, а део новца дарован је из Руске Империје. Градитељи цркве били су Херцеговац Спасоје Вулић и неимар Андреја Дамјанов.
Храм Свете Тројице је Базиликалне основе, са малим и малобројним отворима, надоградња је византијског стила са шест неједнаких купола на високим остакљеним тамбурима, који су освјетљавали унутрашњост. Звоник који је грађен у барокном стилу, атике са готичким и оријенталним шиљцима и богата пластика око отвора, биле су стилске карактеристике Цркве Свете Тројице у Мостару.
Спољне мере цркве у основи су 26 x 45 m, висина централне куполе је 30 m, а висина звоника са крстом је 45 m. У унутрашњости цркве доминирали су елементи у богатом позлаћеном дуборезу, импозантни олтар са 44 иконе, класицистичка уља на платну, кружно степениште са проповедницом и свечана престола за владику и свештенике. Крајем 20. века, централну куполу и јужни зид осликали су грчки фрескосликари. Велика троделна камена капија, дело архитекте Момира Коруновића, изведена је почетком 20. века у стилу национално-романтичарског експресионизма.
Слава Саборне цркве у Мостару је Празник Педесетнице (Силазак Светог духа на апостоле).

## Рушење и обнова храма
Саборна црква Свете Тројице запаљена је и до темеља порушена, 15. јуна 1992. године од Муслимана у јединицама ХОС-а. Обнова Цркве Свете Тројице започета је 2010. године. У цркви је 1888. сахрањен митрополит Леонтије Радуловић чије су мошти пронађене 2010. приликом обнове цркве. Освећење крстова за обновљену цркву било је 4. новембра 2018.

## Галерија
- Саборна црква у Мостару 1890—1900.
- Стари Саборни храм у Мостару
- Црква током обнове, 2021.